# Aquae Sinuessanae
Le Aquae Sinuessanae sono un complesso termale utilizzato dai romani presso l'antica colonia di Sinuessa. Inoltre, nel sobborgo meridionale dell'antica colonia romana, era situato un villaggio omonimo di cui si ha menzione fino al V sec. d.C.

## Riferimenti storici e caratteristiche
Tali acque minerali erano molto rinomate già prima, quando Sinuessa veniva chiamata Sinope per la bellezza del suo sito. Plinio il Vecchio, ne descriveva i benefici già dalla seconda Guerra Punica (218 a. C.) come "Rimedio della sterilità nelle donne e della pazzia negli uomini" insieme alle acque di Baia Domitia, " [...] acque di Sessa nel paese di Terra di Lavoro [...]". Il complesso venne gradualmente dimenticato a causa dell'importanza che acquisì a mano a mano un altro complesso termale romano: le famose Terme di Baja (situate a Bacoli, a pochi chilometri di distanza da Mondragone).
Le terme sinuessane furono visitate spesso dall'imperatore romano Claudio, dato che si recava in quei luoghi per curarsi da una malattia, nonché da Tigellino che, proprio a Sinuessa, fu costretto a togliersi la vita per sentenza dell'imperatore Otone.
Di queste sorgenti alla fine del '800 se ne contavano circa sei. Una era di tipo termale e costituisce propriamente i "Bagni di Mondragone", mentre le altre cinque hanno una temperatura uguale a quella dell'atmosfera. 
Alla fine del X sec. d.C. l'area più a nord del complesso termale sinuessano veniva frequentemente visitato da uno dei componenti della famiglia regale capuana, la principessa Aloara, moglie di Pandolfo I di Capua e Benevento.
L'ipotesi suggestiva di una frequentazione del sito in quel periodo è data dal fatto che l'edificio poc'anzi descritto, il quale attualmente si trova in località "Casino di Transo" (parte nord della città di Mondragone), oltre ad essere ben conservato, dispone di un insieme di vasche e di cisterne, lungo la fascia costiera, adatte proprio a quel tipo di utilizzo.
Scipione Breislak diceva: "Possederei Mondragone se queste acque (come affermava Plinio n.d.s.) avessero veramente la doppia virtù di accrescere la popolazione del mondo, e ciò che è forse più valutabile, il purgarlo dai pazzi!".

## Villa San Limato - "Villa Tigellino"
Le aquae sinuessanae, quindi, rappresentavano il punto di ritrovo dell’aristocrazia senatoria romana, tra la fine della Repubblica e gli inizi dell’età imperiale, dove i ricchi amavano passare le proprie vacanze lontano dai problemi di Roma, nelle loro lussuose ville marittime. Tra queste, spicca la famosa villa romana marittima di S. Limato presso Baia Felice (frazione del comune di Cellole), la quale fa parte di un complesso di residenze termali più ampio, fatte costruite dagli aristocratici romani nel territorio dell’antica colonia di Sinuessa lungo l’attuale fascia costiera settentrionale della Campania.
In questa regione, come affermava Strabone, si verificò una forte concentrazione di ville signorili e, con riferimento alla costa di Baia Felice, descriveva che, le predette ville, si “[…] susseguivano in una progressione ininterrotta e il litorale aveva preso l’aspetto di una città […]”.
“Prima di tutto bisogna che si parli della Campania. Si apre a partire da Sinuessa lungo il litorale che segue un ampio golfo sino a Miseno, e di là un altro golfo molto più grande del precedente […]”.
Nel 1954, duranti alcuni lavori privati, vennero scoperti importanti reperti scultorei che vengono oggi conservati nel Museo Nazionale di Napoli. Tra questi, la testa di marmo dell’imperatore Claudio, una testa di fanciulla, databile sempre in età claudia e un frammento di maschera comica silenica.
La villa romana di S. Limato, attualmente, viene chiamata “Villa Tigellino”, anche se la sua effettiva appartenenza al prefetto del pretorio di Nerone non è dimostrabile. Dagli scavi degli anni ’70, gli archeologi hanno appurato che i vari nuclei abitativi sono stati costruiti in modo strutturalmente diverso, come confermano le numerose rappresentazioni pittoriche che descrivevano le rispondenti situazioni ambientali. Le strutture che oggi possono essere visitate sono, in parte, adiacenti ad una masseria del ‘700. Al suo interno vi è, altresì, un mosaico, databile alla prima metà del II sec. a.C. che fu tagliato in un secondo momento al fine di permettere l’installazione di una vasca circolare al suo interno, appoggiata ad una parete. Il pavimento è caratterizzato da un bellissimo mosaico, che raffigura pesci, delfini, un drago ed altri animali marini incastonati, come tessere di un puzzle di colore bianco e nero.